# 小世界網路
在网络理论中，小世界网络是指一类特殊的复杂网络结构，在這種网络中大部份的节点彼此并不相连，但绝大部份节点之间經过少數幾步就可到達。
在日常生活中，人們或会发现，某些令人認為与自身相隔甚為“遥远”的人，其实与自己甚為“接近”。而小世界网络就是对此种现象（也称为小世界现象）的数学描述。就数学中图论的语言来说，小世界网络就是一个由大量顶点构成的图，其中任意两点之间的平均路径长度比顶点数量小得多。除社会人际网络外，小世界网络的例子也可見於生物学、物理学、计算机科学等领域中。許多經驗中的圖可以由小世界網路來作為模型。万维网、公路交通网、脑神经网络和基因網路都呈現小世界網路的特徵。
小世界网络最早是由邓肯·瓦茨（Duncan Watts）和斯蒂文·斯特罗加茨（Steven Strogatz）在1998年引进的，将高集聚系数和低平均路径长度作为特征，提出了一種新的网络模型，一般就稱作瓦茨-斯特罗加茨模型（WS模型），这也是最典型的小世界网络的模型。

## 源起
小世界网络的概念是随着对复杂网络的研究而出现的。“网络”其实就是数学中图论研究的图，由一群顶点以及它们之间所连的边构成。在网络理论中则换一套说法，用“节点”代替“顶点”，用“连结”代替“边”。复杂网络的概念，是用来描述由大量节点以及这些节点之间错综复杂的联系所构成的网络。这样的网络会出现在简单网络中没有的特殊拓扑特性。
自二十世纪60年代开始，对复杂网络的研究主要集中在随机网络上。随机网络，又称随机图，是指通过随机过程制造出的复杂网络。最典型的随机网络是保罗·埃尔德什和阿尔弗雷德·雷尼提出的ER随机图。ER模型是基于一种“自然”的构造方法：假设有{\displaystyle n}个节点，并假设每对节点之间相连的可能性都是常数{\displaystyle 0<p<1}。这样构造出的网络就是ER模型网络。科学家们最初使用这种模型来解释现实生活中的网络。

### 六度分隔理论
最早观察到小世界现象的是社会人际网络。将每个人作为节点，将人与人之间的人际关系（朋友，合作，相识等）作为连结，就建立起一个社会人际网络。有时你会发现，在这样一个社会网络中，某些你觉得与你隔得很“遥远”的人，其实与你“很近”：你很喜欢的一位知名作家的弟弟，其实是你旧时同班同学的男友；你跳槽到的新企业的总裁的侄子，会定期找你一个医生朋友就医；甚至和一个偶遇的陌生人聊天时，你发现你们都参加过某教授的讲座，都认识某餐厅的老板娘等等。你会感叹：“这个世界真小。”对于世界上任意两个人，通过这样第三者、第四者的间接关系来建立联系的话，平均需要多少人呢？
二十世纪60年代，美国哈佛大学社会心理学家斯坦利·米尔格伦做了一个连锁信实验。他将一些信件交给自愿的参加者，要求他们通过自己的熟人将信传到信封上指明的收信人手里，他发现，296封信件中有64封最终送到了目标人物手中。而在成功传递的信件中，平均只需要5次转发，就能够到达目标。也就是说，在社会网络中，任意两个人之间的“距离”是6。这就是所谓的“六度分隔”理论。尽管他的实验有不少缺陷，但这个现象引起了学界的注意。

### 凯文贝肯游戏与埃尔德什数
继米尔格伦的实验后，为了检验六度分隔理论的真实性，人们又进行了一些其它实验。其中一个著名的例子是“凯文·贝肯游戏”（game of Kevin Bacon）。这个游戏的主角是美国电影演员凯文·贝肯，游戏的方法是通过不停地寻找共同出演同一电影的演员，最终“找到”另一个“目标”演员。游戏里每一个演员都有一个“贝肯数”：如果一个演员与贝肯合作过电影，那么他（她）的“贝肯数”就是1。如果一个演员没有与贝肯合作过，但与某个“贝肯数”为1的演员合作过，那么他（她）的贝肯数”就是2，以此类推。比如说，吴彦祖在《80天环游世界》中与卢克·威尔逊合作过，卢克·威尔逊在《家有跳狗》中与与贝肯合作过，所以吴彦祖的“贝肯数”是2。对超过133万名世界各地的演员的统计得出，他们平均的“贝肯数”是2.981，最大的也仅仅是8。
一个类似的结果是数学界中的“埃尔德什数”。保罗·埃尔德什就是随机图理论的开创者之一，他是著名的数学家。与他一起发表过论文的学者的“埃尔德什数”是1，与这些学者合作发表过论文的学者的“埃尔德什数”是2，以此类推。美国数学会的数据库中记录的超过40万名数学家们的“埃尔德什数”平均是4.65，最大的是13。

## 定义
米尔格伦实验、凯文贝肯游戏、埃尔德什数以及一些类似的实验证明了，在现实世界里的一些网络中，尽管节点数量庞大，但从一点出发，其实只需要经过仅仅几步转折，就能到达任一个节点。1998年，美国康奈尔大学的博士生邓肯·瓦茨（Duncan Watts）和他的导师斯蒂文·斯特罗加茨（Steven Strogatz）发表了一篇名为《小世界网络的集体动力学》（Collective dynamics of the 'Small World' networks）的论文。他们把这种现象歸類為某一类复杂网络的特性。他們注意到复杂网络可以按兩個獨立的結構特性分類，就是集聚系数和节点间的平均路径长度。

### 平均路径长度
平均路径长度也称为特征路径长度或平均最短路径长度，指的是一个网络中两点之间最短路径长度（或称距离）的平均值。从一个节点{\displaystyle s_{i}}出发，经过与它相连的节点，逐步“走”到另一个节点{\displaystyle s_{j}}所经过的路途，称为两点间的路径。其中最短的路径也称为两点间的距离，记作{\displaystyle \operatorname {dist} (i,j)}。而平均路径长度定义为：
这其中{\displaystyle N}是节点数目，并定义节点到自身的最短路径长度为0。如果不计算到自身的距离，那么平均路径长度的定义就变成：

### 集聚系数
集聚系数（也称群聚系数、集群系数）是用来描述图或网络中的顶点（节点）之间结集成团的程度的系数。具体来说，是一个点的邻接点之间相互连接的程度。例如在社交网络中，你的朋友之间相互认识的程度。一个节点{\displaystyle s_{i}} 的集聚系数 {\displaystyle C(i)} 等于所有与它相连的顶点相互之间所连的边的数量，除以这些顶点之间可以连出的最大边数。显然 {\displaystyle C(i)} 是一个介于0与1之间的数。{\displaystyle C(i)} 越接近1，表示这个节点附近的点越有“抱团”的趋势。

### 介于随机与规则之间
对于纯粹的规则网络，当其中连接数量接近饱和时，集聚系数很高，平均路径长度也十分短。例如完全耦合网络（即完全图），每两个节点之间都相连，所以集聚系数是1，平均路径长度是1。然而，现实中的复杂网络是稀疏的，连接的个数只是节点数的若干倍（{\displaystyle {\mathcal {O}}(N)}），远远不到饱和。如果考虑将节点排列成正多边形，每各节点都只与距离它最近的 {\displaystyle 2K} 个节点相连，那么在{\displaystyle K}比较大，但仍然保证{\displaystyle K<{\frac {2}{3}}N}时，其集聚系数为：
虽然能保持高集聚系数，但平均路径长度为：
平均路径长度与节点数成正比。
純粹的随机网络（如ER随机网络模型）有着很小的平均路径长度，但同時集聚系数也很小。可是现实中的不少網路雖然有很小的平均路徑長度，但卻也有著比隨機網路高出相當多的集聚系数。因此瓦茨和斯特罗加茨认为，现实中的复杂网络是一种介于规则网络和随机网络之间的网络。他们把这种特性称为现实网络的小世界特性，就是：
1. 有很小的平均路径长度：在节点数{\displaystyle N}很大时，平均路径长度近似于
{\displaystyle \operatorname {dist} _{c}\propto \log(N)}[10]
2. 有很高的集聚系数：集聚系数大约和规则网络在同一数量级，远大于随机网络的集聚系数[11]。

## 瓦茨-斯特罗加茨模型

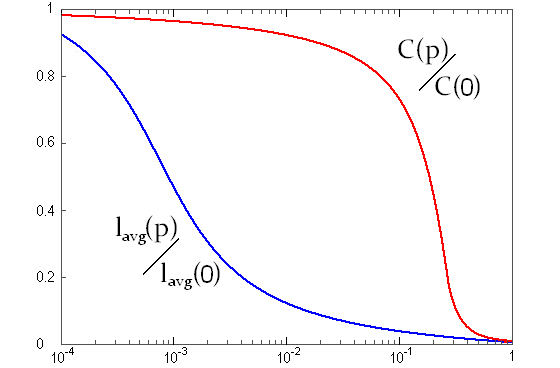
WS模型的集聚系数C（红色）与平均路径长度L(蓝色)随变化的图像

在1998年的同一篇論文中，瓦茨和斯特罗加茨提出了一个模型来解释小世界网络，后来被称为瓦茨-斯特罗加茨模型（简称WS模型）。WS模型是基于两人的一个假设：小世界模型是介于规则网络和随机网络之间的网络。因此模型从一个完全的规则网络出发，以一定的概率将网络中的连接打乱重连。具体的构造如下：
1. 首先从一个规则的网络开始。这个网络中的{\displaystyle N}个节点排成正多边形，每个节点都与离它最近的{\displaystyle 2K}个节点相连。其中{\displaystyle K}是一个远小于{\displaystyle N}的正整数。
2. 选择网络中的一个节点，从它开始（它自己是1号节点）將所有节点顺时针编号，再将每个节点连出的连接也按顺时针排序。然后，1号节点的第1条连接会有{\displaystyle 0<p<1}的概率被重连。重连方式如下：保持1号节点这一端不变，将连接的另一端随机换成网络里的另一个节点，但不能使得两个节点之间有多于1个连接。
3. 重连之后，对2号、3号节点也做同样的事（如果这其中有连接已经有过重连的机会，就不再重复），直到绕完一圈为止。
4. 再次从1号节点的第2条连接开始，重复第2个步骤和第3个步骤，直到绕完一圈为止。
5. 再次从1号节点开始，重复第4个步骤，直到所有的连接都被执行过第2个步骤（重连的步骤）。

由于{\displaystyle NK}个连接里每个连接都恰好有一次重连的机会，所以这个过程最后总会结束。最后得到的网络称为WS模型网络。
如果概率{\displaystyle p=0}，那么重连永远不会发生，最后得到的是原来的规则网络。如果概率{\displaystyle p=1}，那么所有的连接都被重连了一次，最后得到的是一个完全的随机网络。而对于概率{\displaystyle 0<p<1}的时候，瓦茨和斯特罗加茨考察了集聚系数和平均路径长度与{\displaystyle p}的关系，将这两者看作是关于{\displaystyle p}的函数：集聚系数{\displaystyle C=C(p)}，平均路径长度{\displaystyle \operatorname {l} _{avg}=\operatorname {l} _{avg}(p)}。他们发现，在{\displaystyle p}从0变到1的过程中，{\displaystyle \operatorname {l} _{avg}(p)}下降得很快，而{\displaystyle C(p)}下降的比较慢。右侧是演示这个关系的一个示意图。图中的横轴是{\displaystyle p}（使用对数坐标轴表示），纵轴是比值（介乎0与1之间）。蓝色曲线表示{\displaystyle \operatorname {l} _{avg}(p)}与{\displaystyle \operatorname {l} _{avg}(0)}之比，红色曲线表示{\displaystyle C(p)}与{\displaystyle C(0)}之比。从右图可以看到，蓝色曲线很快就逐渐下降到0.2以下，而红色曲线则直到超过{\displaystyle p=10^{-1}}后才开始有显著下降。当{\displaystyle p=10^{-1}}的时候，{\displaystyle C(p)}大概还有{\displaystyle C(0)}八成左右，但{\displaystyle \operatorname {l} _{avg}(p)}只占{\displaystyle \operatorname {l} _{avg}(0)}的不到百分之5了。所以对于很小的{\displaystyle p}，{\displaystyle \operatorname {l} _{avg}(p)}可以很小，但{\displaystyle C(p)}可以很大。这正是小世界网络的特征。
更精确的计算指出WS模型的集聚系数是：
{\displaystyle C(p)={\frac {3(K-1)}{2(2K-1)}}(1-p)^{3}}
而平均路径长度则尚未有精确表达式。

## 纽曼-瓦茨模型
不久之后，瓦茨又与英国物理学家提出了另一个稍有不同的模型，称为纽曼-瓦茨模型（NW模型）。其中将重连变成添加链接。具体的构造方法是：第一步与WS模型相同，都是先建立一个规则网络；然后随机选择一对尚未连接的节点，设定有{\displaystyle 0<p<1}的概率产生连接。这样重复一定次数，但不允许两节点之间有多于一条连接，也不允许节点与自身相连。
纽曼-瓦茨模型在理论分析上比瓦茨-斯特罗加茨模型要简单一点。当 {\displaystyle p} 很小而 {\displaystyle N} 很大的时候，这两个模型本质上是一样的。

## 小世界網路的性質
由于小世界网络具有高集聚系数，它的结构中不可避免地會有許多團（彼此之间两两相连的一小群节点）以及只比團差幾個连接的节点群。另一方面，任兩個結點大多會以至少一條短路徑連接著。這是要求有小的最短路徑長度平均值的結果。此外，小世界網路常連帶地具有一些性質，不過這些性質並不是作為這類網路非有不可的。很典型的是這類網路常常会出现“樞紐”（与很多节点都相连的节点）。

## 應用

### 社会学的应用
对于社会运动团体来说，小世界网络的优势在于其由于使用高连接节点的过滤装置而具有抗变化的能力，在将连接网络所需的链路数量降到最低的同时，其在信息中转方面也具有更好的效果。
小世界网络模型直接适用于以威廉・芬尼根为代表的社会学论点中的亲和群体理论。亲和群体是指以一个较大的目标或功能为承诺的小型半独立的社会运动群体。虽然在节点层面上基本没有亲和力，但少数高连通性的成员却发挥着连通性节点的功能，通过网络将不同群体联系起来。这种小世界模式已经被证明是一种极其有效的抗议组织策略，反对警察行动Clay Shirky认为，通过小世界网络建立的社会网络越大，网络内高连通性的节点就越有价值，亲和力团体模式也是如此，每个团体内的少数人与外部团体相连，可以进行大量的动员和调整。威廉・芬尼根在提到 1999 年西雅图 WTO 抗议活动时概述的、通过亲和群体建立的小世界网络，就是一个实际的例子。

### 地球科学的应用
地质学和地球物理学中研究的许多网络已被证明具有小世界网络的特征。在断裂系统和多孔物质中定义的网络已经证明了这些特征.南加州地区的地震网络可能是一个小世界网络.上述例子发生在非常不同的空间尺度上，证明了地球科学中现象的尺度不变性. 气候网络可以看作是小世界网络，其中各环节的长度尺度不同。

### 计算机的应用
小世界网络已经被用来估计存储在大型数据库中的信息的可用性。这种测量方法被称为 "小世界数据转换测量法"（Small World Data Transformation Measure），数据库链接与小世界网络对齐的程度越高，用户在未来提取信息的可能性就越大。这种可用性通常是以能够存储在同一个库中的信息量为代价的。
Freenet点对点网络已经在模拟中被证明可以形成一个小世界网络，使得信息的存储和检索可以随着网络的增长而扩展效率。

### 大脑中的小世界神经网络
大脑的解剖连接和皮质神经元的同步网络都表现出小世界拓扑结构。
小世界的神经元网络可以表现出短期记忆。Solla等人开发的计算机模型有两个稳定的状态，这种属性（称为双稳态）被认为在记忆存储中很重要。一个激活脉冲在神经元之间产生了自我维持的通信活动回路。第二个脉冲结束这种活动。脉冲使系统在稳定的状态之间切换：流动（记录 "记忆"）和静止（保持记忆）。小世界神经元网络也被用作理解癫痫发作的模型。
在更普遍的层面上，大脑中许多大规模的神经网络，如视觉系统和脑干，都表现出小世界的特性。

## 阅读
- 汪小帆,李翔,陈关荣. . 清华大学出版社. 2006. ISBN 9787302125051 （中文）.
- 黄萍,张许杰,刘刚. . 情报杂志 （中文）.
- Mark E. J. Newman,Duncan J. Watts. . Princeton University Press. 2006. ISBN 978-0691113579 （英语）.
- Stefano Boccaletti, V. Latora, Y. Moreno, M. Chavez, D. Hwang. . Volume 424, No 4-5 (2006.02). Elsevier Physics Report. doi:10.1016/j.physrep.2005.10.009 （英语）.
- Richard Durrett. . Cambridge University Press. 2007. ISBN 978-0-521-86656-9 （英语）.